# ASN Pfeil-Phönix Nürnberg
ASN Pfeil-Phönix Nürnberg is een Duitse sportclub uit Neurenberg. De club is actief in onder andere handbal, kegelen, skateboard, tennis en voetbal. De club speelt in de schaduw van grote broer 1. FC Nürnberg.
De club ontstond in 1946 door de fusie tussen VfL Nürnberg en FC Pfeil-Viktoria Nürnberg en nam de naam ASN Pfeil Nürnberg aan. SC Viktoria Nürnberg, dat in 1938 gefuseerd was met Pfeil werd opnieuw zelfstandig. In 2005 fuseerde de club met Sportbund Phönix en nam zo de huidige naam aan.